# حي المتضررين (المكلا)
حي المتضررين هو أحد أحياء مدينة المكلا في محافظة حضرموت اليمنية. يبلغ تعداد سكانه 9936 نسمة حسب التعداد السكاني في اليمن لعام 2004.